# Liljetulpaner
Liljetulpaner (Tulipa ×gesneriana Liljeblommiga Gruppen) är en grupp i familjen liljeväxter som omfattar enkla, sent blommande sorter med spetsigt utdragna hylleblad vilket ger en liljelik blomma. Gruppen kom till 1958.

### Tryckta källor

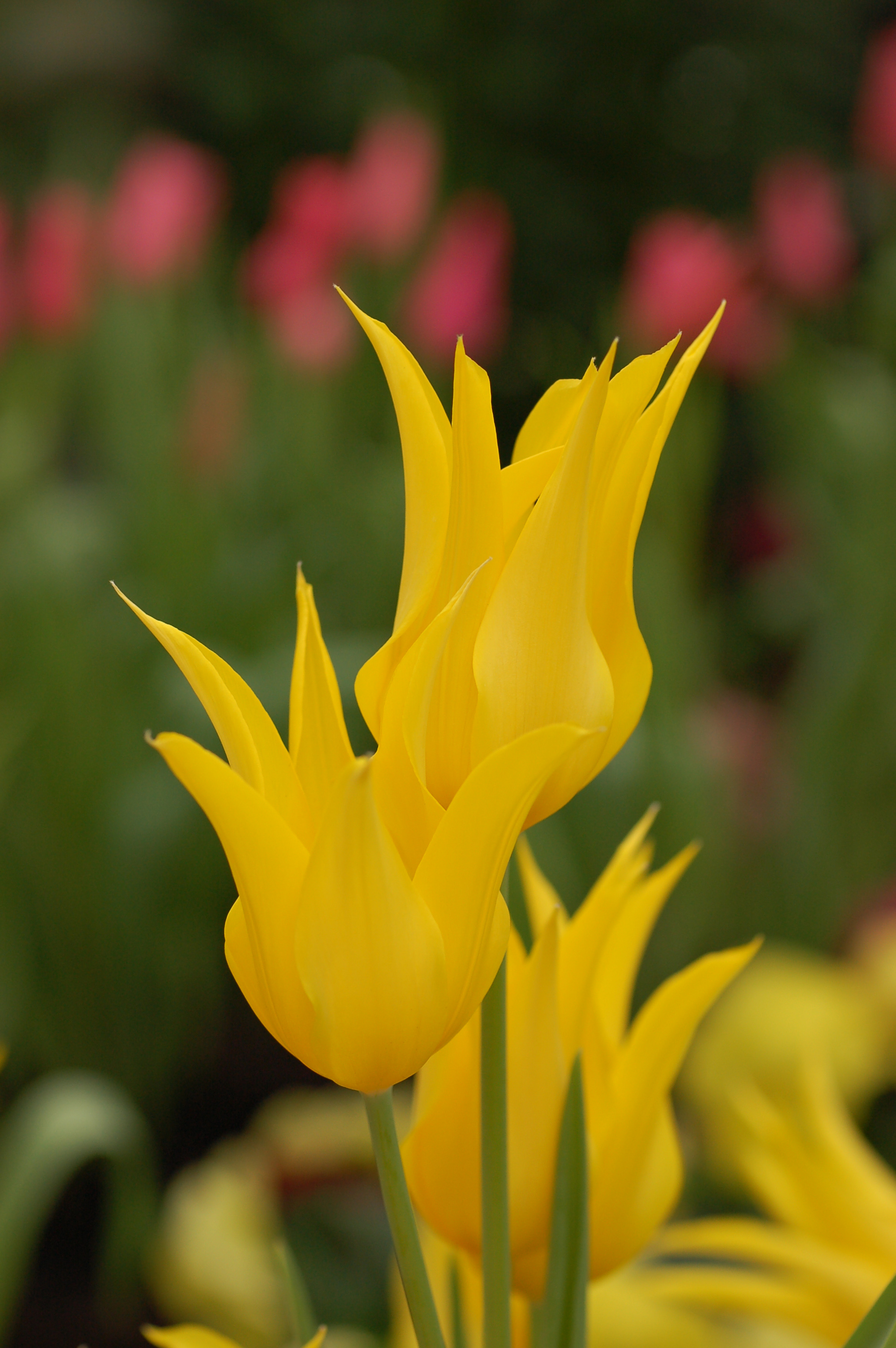
'West Point' (De Mol & A.H. Nieuwenhuis 1943)